# قره‌سفر
قره‌سفر یکی از روستاهای استان آذربایجان شرقی است که در دهستان چاراویماق جنوب شرقی بخش شادیان شهرستان چاراویماق واقع شده‌است.این روستا ۲۶۸ نفر جمعیت دارد.